# Bandy Bond Nederland
De Bandy Bond Nederland (BBN) is een Nederlandse sportbond opgericht in 2012. De bond is aangesloten bij de Federation of International Bandy, de internationale bond voor bandy.
Op 8 oktober 1898 werd de Nederlandsche Hockey en Bandy Bond opgericht. Vanaf 1935 is deze bond vanwege de geringe belangstelling voor bandy verder gegaan als de Nederlandse Hockey Bond.. Bandy werd vervolgens onderdeel van de Nederlandse Roller sports en Bandy Bond. In 2012 heeft bandy een aparte bond opgericht, Bandy Bond Nederland.
De voorzitter, Frank Peters, is lid in de Orde van Oranje-Nassau.